# 배스게이트

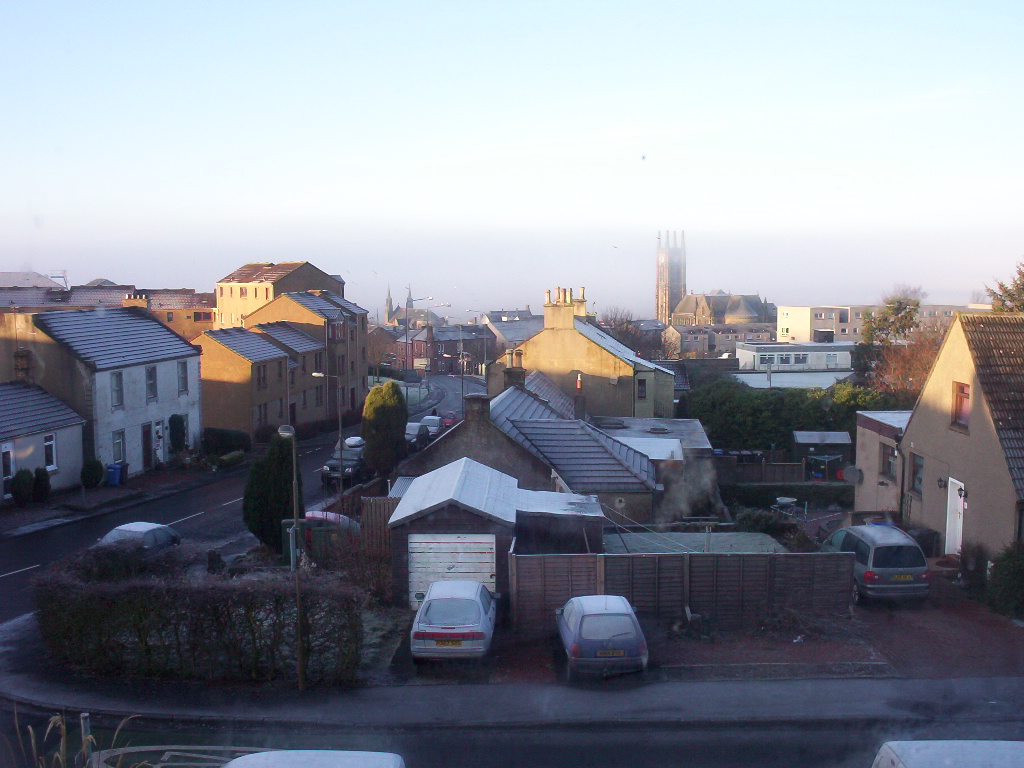
배스게이트

배스게이트(Bathgate)는 웨스트로디언의 도시이다. 인구는 2011년 조사 기준 20,363명이다.